# Dosenbier

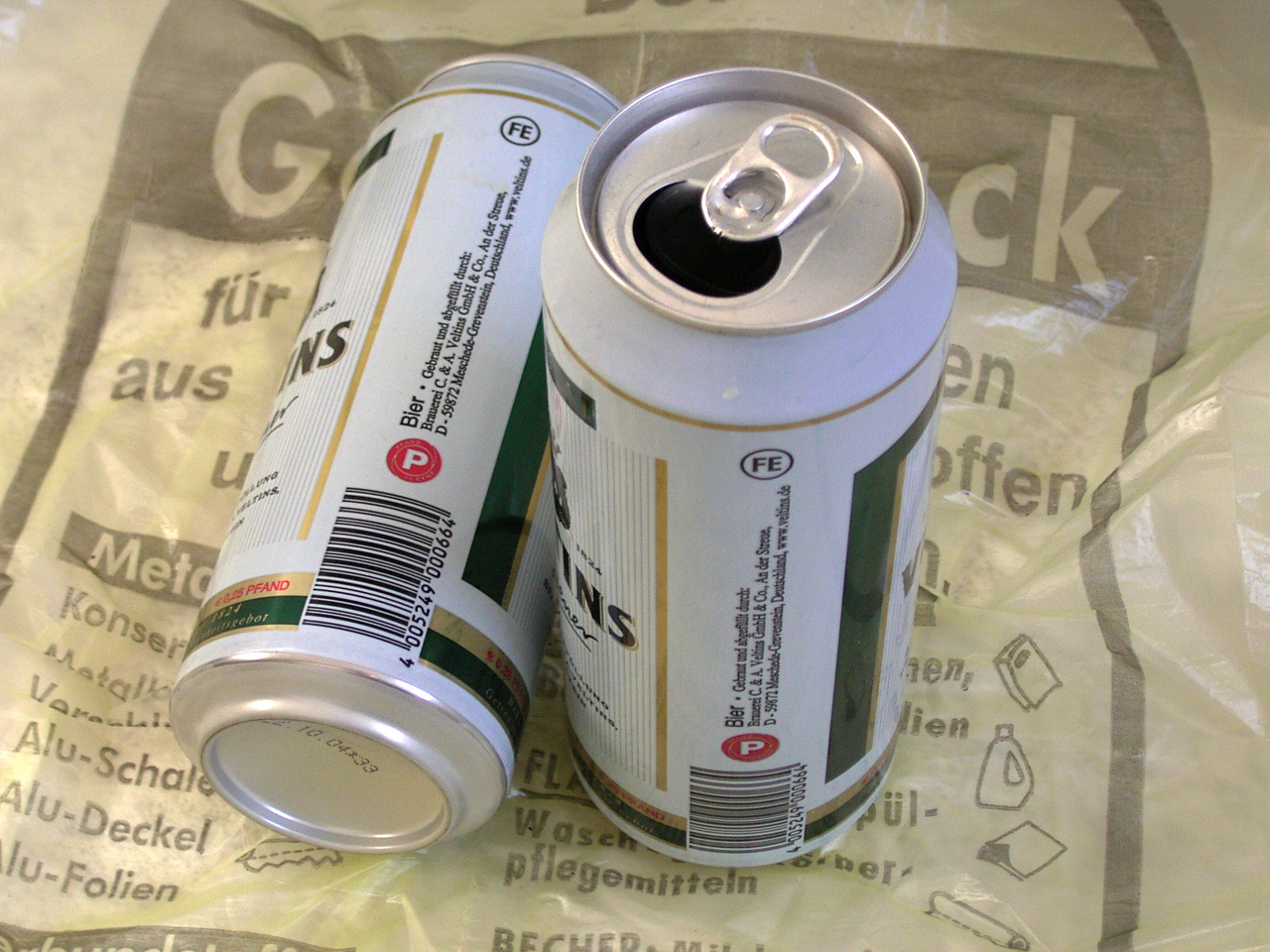
0,5 l Bierdosen aus Weißblech (FE) mit Stay-On-Tab-Verschluss (Deutschland, um 2004)

Dosenbier ist in Getränkedosen abgefülltes Bier. Die Dosen bestehen in der Regel aus Blech aus Stahl bzw. Aluminium. Auf dem europäischen Kontinent sind Gebindegrößen von 0,25-, 0,33-, 0,5- und auch 1-Litern Inhalt üblich.

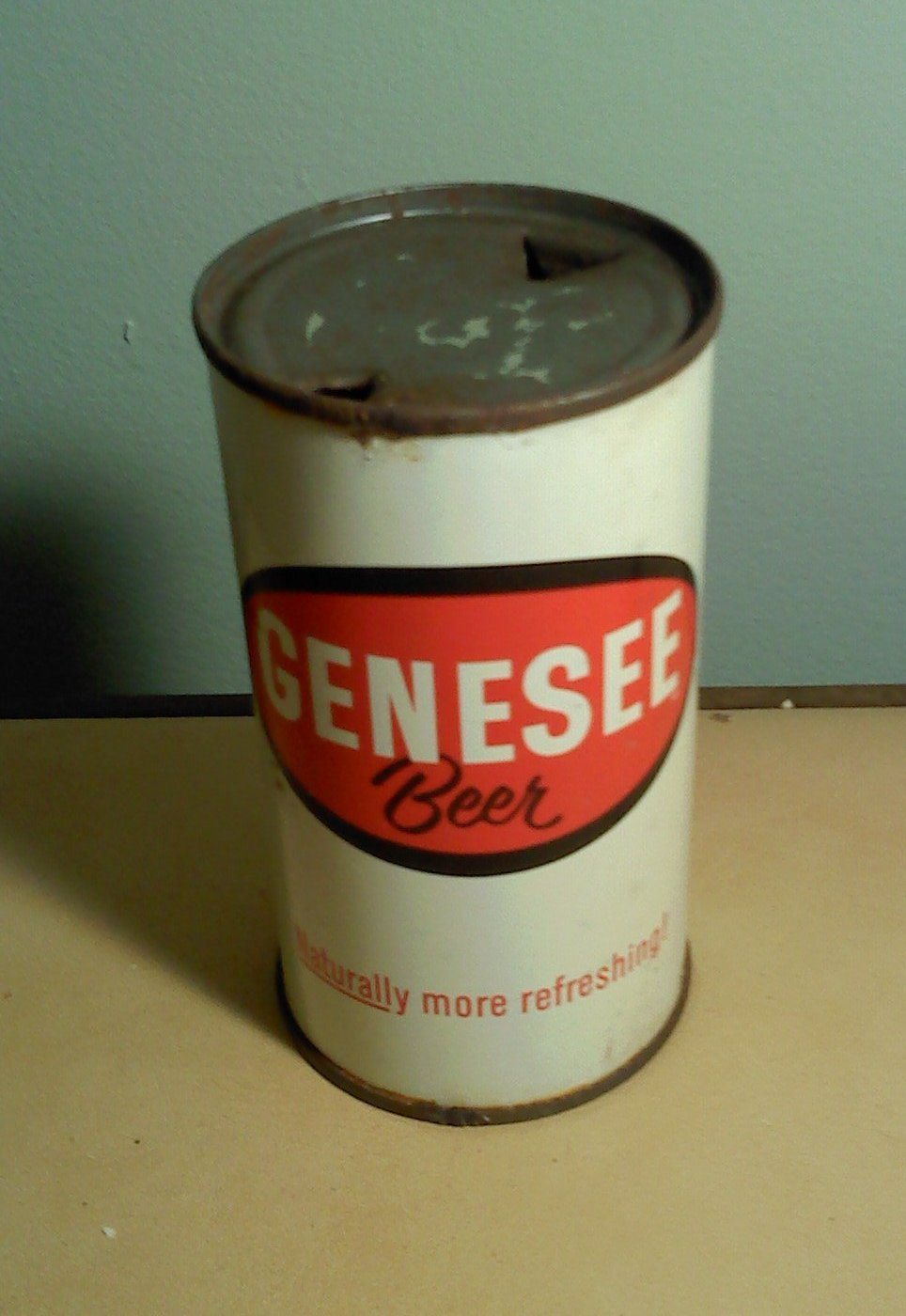
Historische Bierdose

## Geschichte
Bier in Metall-Dosen wurde nach der Aufhebung der Prohibition 1933 zuerst von der US-amerikanischen Krueger-Brauerei testweise abgefüllt. Das Krueger Cream Ale wurde ab dem 24. Januar 1935 in Konserven-Blechdosen mit spezieller Innenbeschichtung verkauft und hatte einen Alkoholgehalt von 3,2 %. Aufgrund des Erfolgs wurden bald mehrere Biersorten in Dosen verkauft und das Dosenbier in den Vereinigten Staaten landesweit eingeführt. Der 24. Januar gilt aufgrund des Datums der kommerziellen Markteinführung als „Ehrentag der Bierdose“.
In Deutschland wurde die Getränkedose erstmals 1937 von Schmalbach-Lubeca (heute Ball Packaging Europe) angeboten. Das erste Dosenbier in Deutschland nach dem Krieg war ein „Henninger Export“, das die Henninger-Brauerei 1951 in Dosen von Schmalbach-Lubeca abfüllte. Im selben Jahr begannen einige weitere Brauereien ihr Bier auch selbst in Dosen abzufüllen.

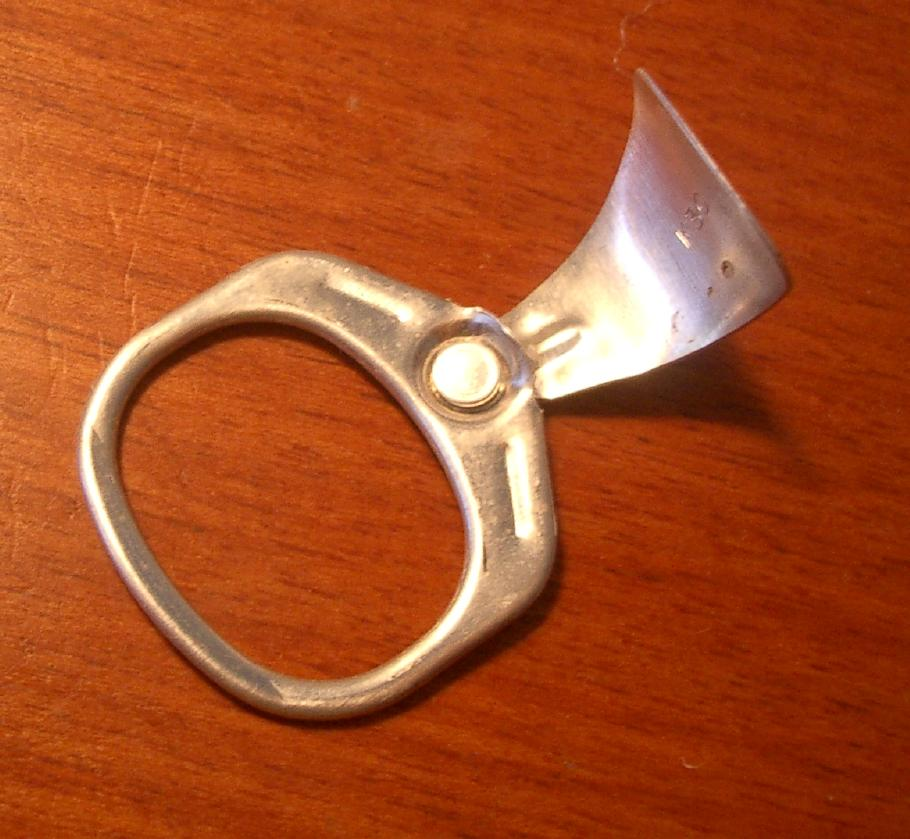
Abgezogener, sogenannter Pull-Tab (1970er Jahre)

Die ersten Bierdosen hatten keinen integrierten Verschluss, sondern mussten vom Konsumenten mit einem spitzen Werkzeug, wie einem Dosenöffner „angestochen“ werden. Die Brauerei Pittsburghs war die erste, die 1962 den Aufreißverschluss („pull-tab“) vorstellte. Da hiermit aber mit Hilfe eines Rings ein Stück Blech aus dem Deckel herausgezogen wurde, fiel dies als eigener Abfall ab und wurde oft als kleines, scharfkantiges Stück achtlos auf den Boden geworfen. Getränkedosen allgemein hatten dadurch mit steigender Verbreitung ein stark wachsendes Imageproblem.

In den 1970er-Jahren wurden verschiedene Versuche unternommen, den Verschluss so abzuändern, dass dieser nicht als eigenständiger Abfall anfiel. Mit dem 1977 patentierten „Stay-On-Tab-Verschluss“, kurz auch „stay-tab“, des US-Amerikaners Daniel F. Cudzik (Reynolds Metals Company) war das Problem dann gelöst. Dosengetränkeanbieter warben mit der neuen Technik und dieses Imageproblem schien gelöst.

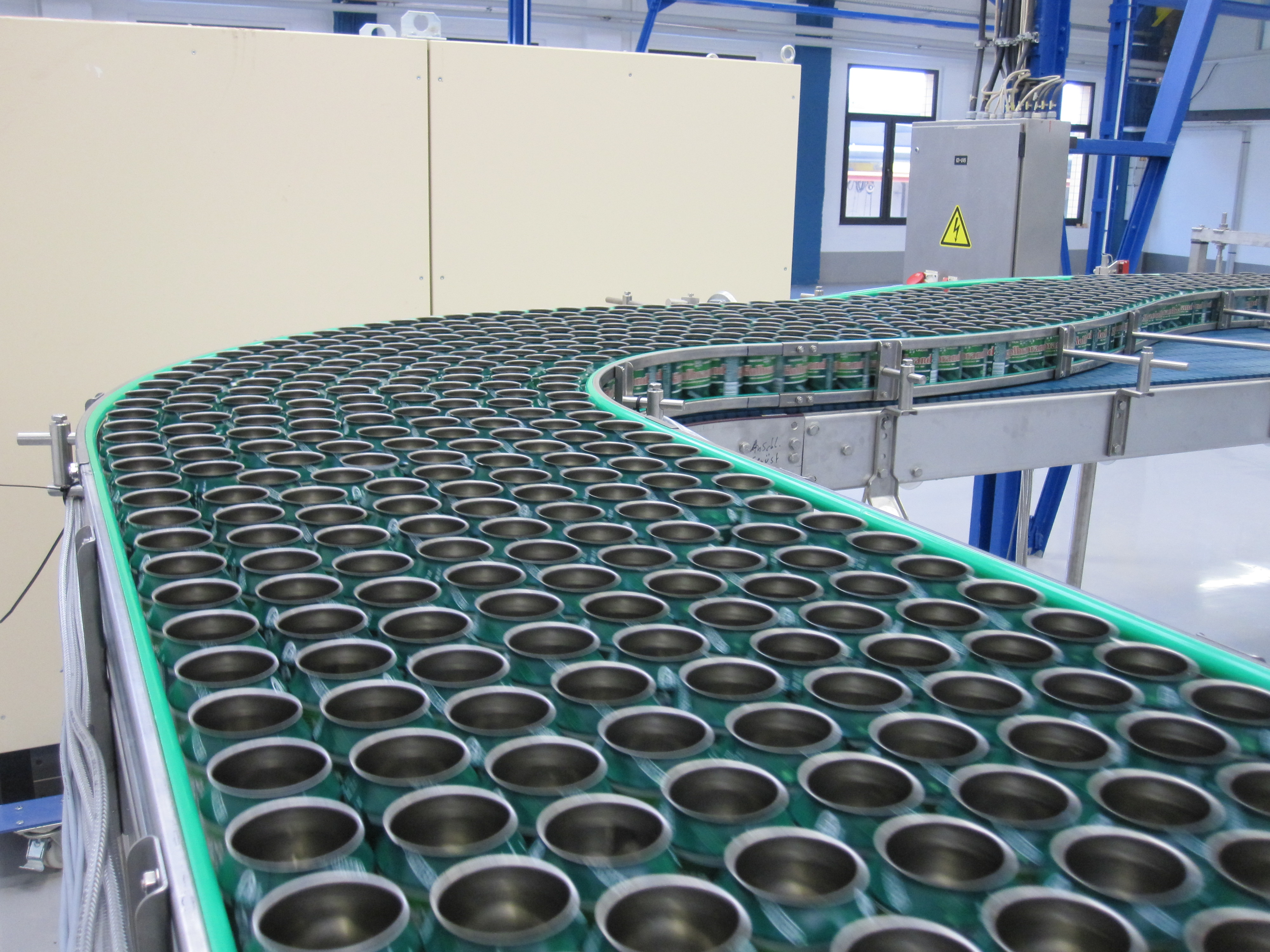
Bierdosen vor der Befüllung

### Pfand auf Getränkedosen in Deutschland
Der wachsende Anteil der Dosenbiere am gesamten Bierabsatz in den 1990er Jahren in Deutschland war mitentscheidend für die Einführung des sogenannten Dosenpfands. Neben den ökologischen Argumenten gegen die Einwegverpackung Dose (hoher Energieverbrauch bei der Produktion, Vermüllung der Landschaft durch leere Dosen) spielten bei Bier auch wirtschaftspolitische Argumente eine Rolle: Überregionale Großbrauereien nutzten die Dosen, um ihren Marktanteil gegenüber lokalen Klein- und Mittelbetrieben zu steigern, die ihr Bier in Mehrweg-Pfandflaschen vertrieben und die Kosten einer Umstellung auf eine Dosenabfüllung nicht tragen konnten. Nach der Einführung von Pfand auf Bierdosen in Deutschland 2003 ging der Dosenbierabsatz deutlich zurück, mehrere Handelsketten nahmen Dosenbier völlig aus dem Sortiment und führten (wieder) Pfandflaschen aus Glas oder Kunststoff (PET) ein. Insbesondere die Umweltbilanz wird dabei aber diskutiert.

## Trivia
- Die deutsche Band Illegal 2001 veröffentlichte 1995 einen Song mit dem Titel Dosenbier macht schlau.
- Auf der B-Seite des Nr.1-Hits Pump ab das Bier von Werner Wichtig befindet sich der Titel Mein Dosenbier (1989).
- ZK, die Vorgängerband von Die Toten Hosen, landete mit dem Titel Dosenbier – wollen wir 1982 einen Kult-Szenehit.
- Im Jahr 2019 kam es, durch ein im Spaß und zufällig entstandenes Kurzvideo, in dem Hermann Knippitsch die Worte „Dosenbier saufen“ sagt, zum sogenannten Dosenbier-Hype. In der Folge entstand unter anderem die Single „Dosenbier“.[10]
- 2016 gründete sich die Punkband DOSENBIER in Freudenburg – die Band hat bereits zwei Alben veröffentlicht.[11]